# Diego Aráoz
Diego Aráoz (San Miguel de Tucumán, 1770 - San Miguel de Tucumán, 1840) fue un hacendado, militar y político argentino, gobernador de Tucumán en dos oportunidades en 1822 y 1823, durante la Anarquía del Año XX.

## Biografía
Se incorporó a las milicias de caballería provinciales en 1803. Al estallar la Revolución de Mayo se unió al Ejército del Norte, aunque no participó de la primera expedición auxiliadora al Alto Perú.
Cuando el general Manuel Belgrano dirigió la retirada hacia el sur en 1812, participó en el Combate de las Piedras y fue uno de los notables tucumanos que lo convenció, junto a Bernabé Aráoz, hijo de un primo, de detenerse en Tucumán y dar batalla al ejército realista; tuvo una destacada participación en la reunión de voluntarios de caballería. En la Batalla de Tucumán comandó una división de reserva. Participó también en la Batalla de Salta, ascendiendo al grado de teniente coronel.
Fue uno de los líderes del movimiento de noviembre de 1820, que llevó al gobierno al caudillo Bernabé Aráoz, y lo acompañó en las campañas militares de la República de Tucumán. Cuando éste fue derrocado por Abraham González, fue enviado preso junto a él a Santiago del Estero.
En enero de 1822 junto a su yerno, el coronel Javier López, se fugaron de Santiago del Estero, regresaron a Tucumán y derrocaron a González; tras un breve interinato de José Víctor Posse, se eligió una Junta de Representantes, que nombró gobernador a Diego Aráoz. Pero, derrotado por López y reaparecido, Bernabé Aráoz, terminó por cederle el gobierno. Las negociaciones habían sido complicadas, y alejaron a los dos Aráoz.
Aliados Diego Aráoz, López y de Juan Felipe Ibarra, gobernador de Santiago del Estero, atacaron a don Bernabé, que fue desplazado por la Legislatura; mientras duró su ausencia del mando, este pasó de mano en mano, ocupándolo algunas semanas Diego Aráoz. Derrotado por don Bernabé en dos oportunidades, se vio obligado a huir hacia Santiago del Estero, y el caudillo asumió el gobierno en el mes de octubre. Lo conservaría durante algo menos de un año.
En agosto de 1823, Javier López derrotó a Bernabé Aráoz y lo obligó a refugiarse en Salta; Diego Aráoz ocupó nuevamente el gobierno, siendo reemplazado a las pocas semanas por Nicolás Laguna. En febrero del año siguiente, López fue elegido gobernador titular, contando con el apoyo de don Diego.
En noviembre de 1826, Diego Aráoz era gobernador delegado de Javier López; un golpe de Estado dirigido por Gregorio Aráoz de Lamadrid lo tomó prisionero, siendo reemplazado en el gobierno por el vencedor, que derrotó a López unos días más tarde.
En los meses siguientes intentó congraciarse con Lamadrid y el presidente Bernardino Rivadavia, y donó cuantiosas sumas para solventar la Guerra del Brasil; parte de las mismas fueron utilizadas por Lamadrid para su guerra contra Facundo Quiroga.
No tuvo más apariciones públicas, y falleció en Tucumán en 1840.